# Puijo (quartier)
Pour les articles homonymes, voir Puijo.
Puijo est un quartier de Kuopio en Finlande.

## Description
Dans le quartier de Puijo se trouvent, entre autres, la colline de Puijo et le grand cimetière de Kuopio.
Au nord de la péninsule Puijonsarvi le quartier de Puijo se termine dans le Kallavesi.
A l'est de Puijonsarvi, le quartier est bordé par les quartiers de Päiväranta, Kettulanlahti et Rahusenkangas. 
À l'est du quartier de Puijo se trouvent Julkula, Rypysuo et Puijonlaakso.

## Lieux et monuments

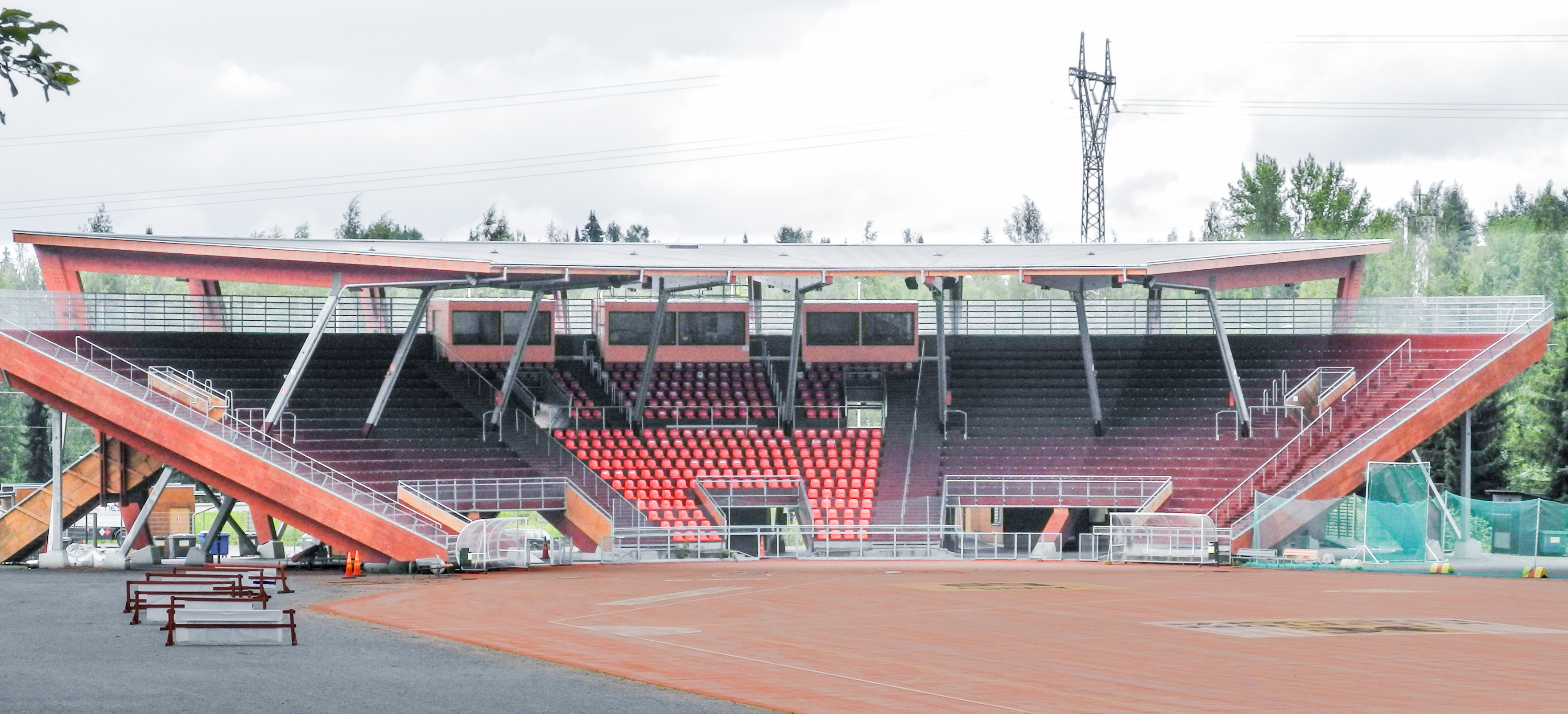
Stade de volley-ball de Puijo.
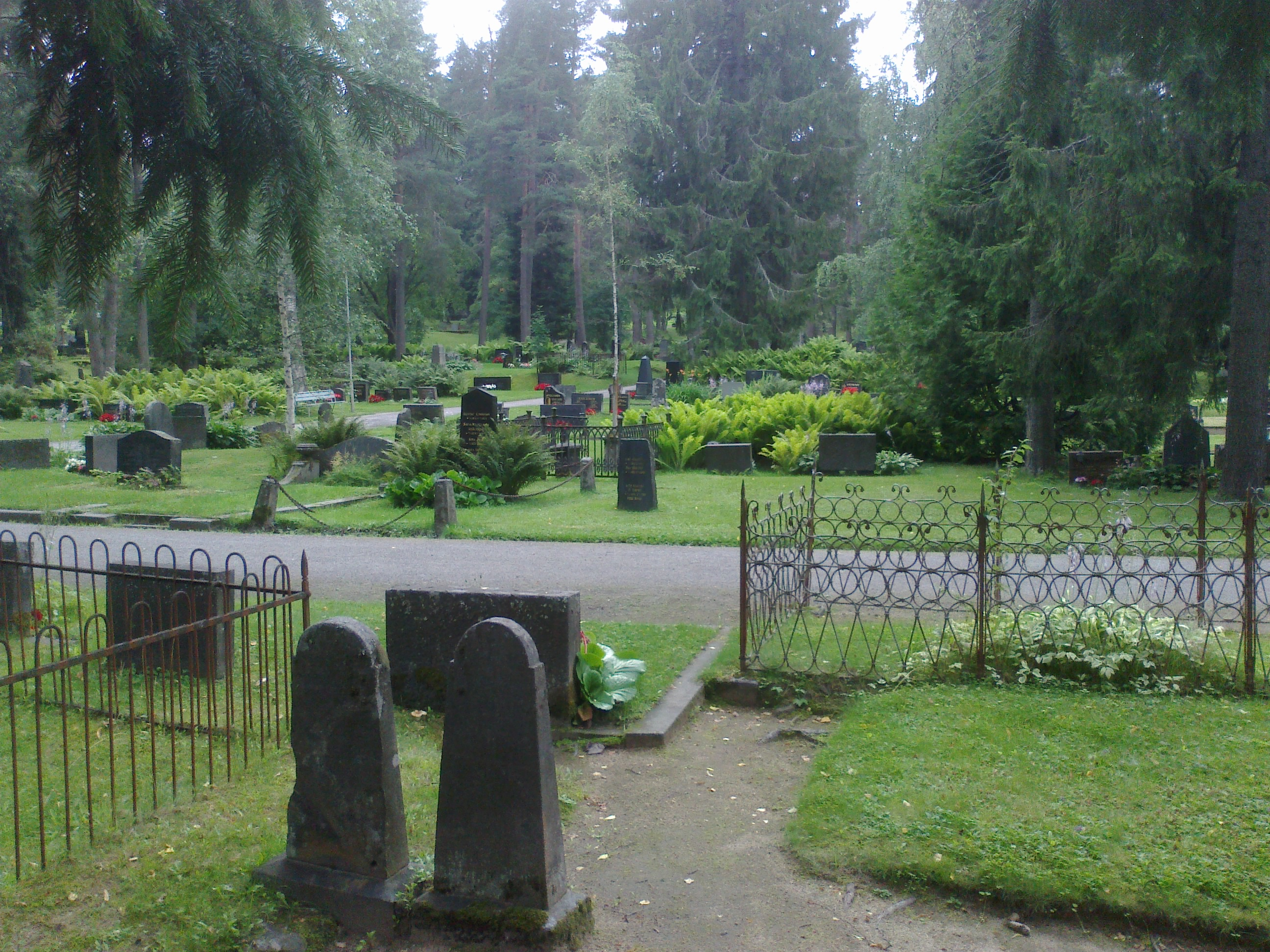
Le grand cimetière de Kuopio.
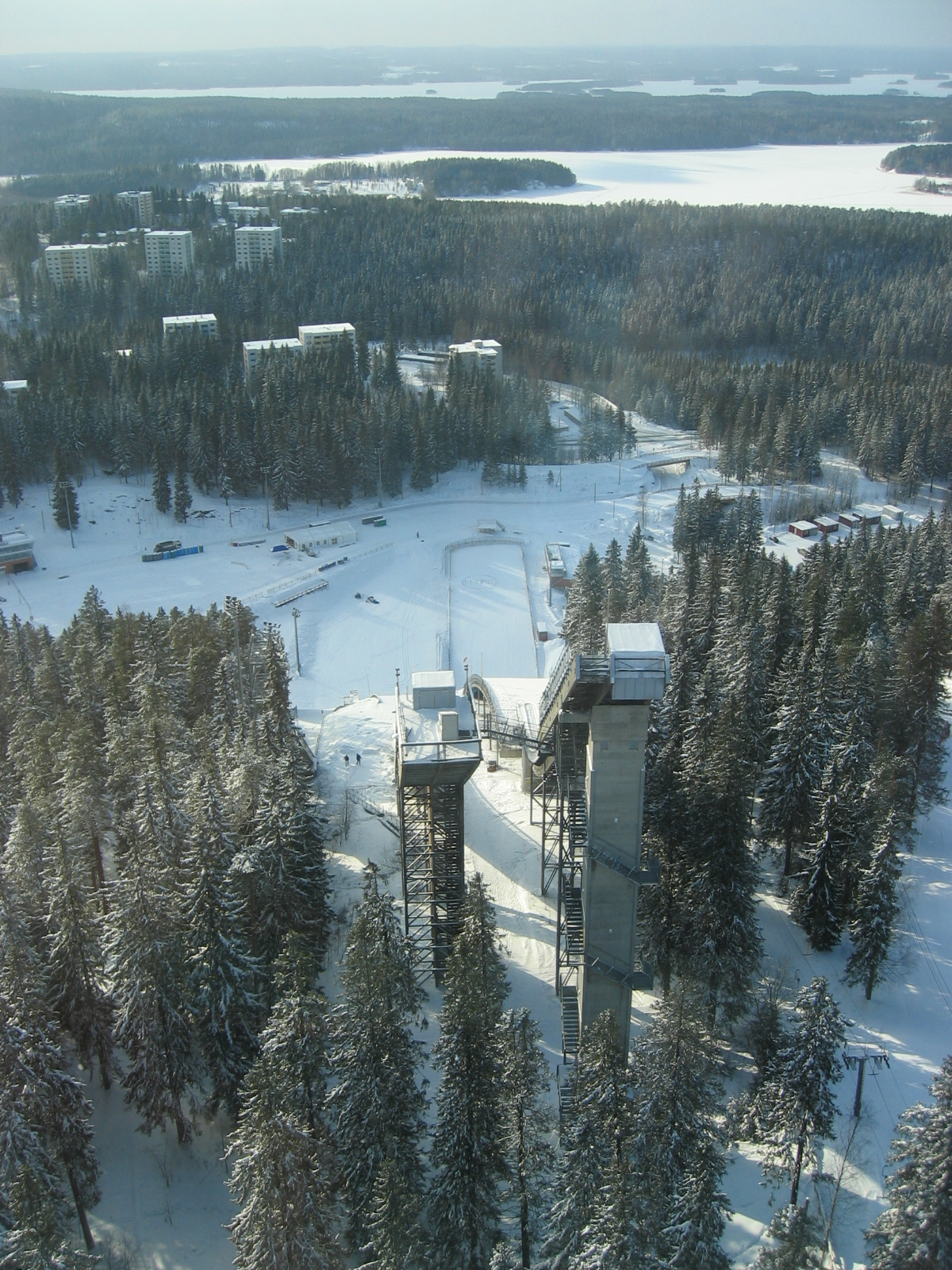
Tremplins de Puijo.